# Laura Abril
Laura Valentina Abril Restrepo (ur. 28 stycznia 1990 w La Cumbre) – kolumbijska kolarka górska, mistrzyni świata juniorek.

## Kariera
Pierwszy sukces w karierze Laura Abril osiągnęła w 2008 roku, kiedy zdobyła złoty medal wśród juniorek na mistrzostwach świata w Val di Sole. Na rozgrywanych dwa lata później mistrzostwach panamerykańskich zdobyła złoty medal w sztafecie. Ponadto na kontynentalnych mistrzostwach Ameryki w 2013 roku zdobyła złoty medal w sztafecie oraz brązowy indywidualnie w cross-country. W 2012 roku wystartowała na igrzyskach olimpijskich w Londynie, ale nie ukończyła rywalizacji.